# أميدي غيوفريون
أميدي غيوفريون هو محامي وسياسي كندي، ولد في 6 فبراير 1867 في فارين في كندا، وتوفي في 25 يناير 1935 في مونتريال في كندا. نشط حزبياً في حزب كيبيك الليبرالي. وقد انتخب عضو الجمعية الوطنية في كيبك ‏.